# Barbara Pravi
Barbara Piévic (født 10. april 1993) også kendt som Barbara Pravi er en fransk sangerinde, sangskriver og skuespiller. Hun repræsenterede Frankrig ved Eurovision Song Contest 2021 i Rotterdam med sangen "Voilà".